# Abel Servien
Abel Servien, Marquês de Sablé e Boisdauphin
brasão
Abel Servien, marquês de Sablé e de Boisdauphin, conde de La Roche des Aubiers (Biviers, 1 de novembro de 1593 — Meudon, 17 de fevereiro de 1659) foi um estadista e diplomata francês, superintendente de finanças de 1653 a 1659 e senescal de Anjou. Era irmão do bispo François Servien e tio de Hugues de Lionne. Serviu ao Cardeal Mazarin e assinou pela França o Tratado de Vestfália. Foi um dos primeiros membros da nobreza francesa a serviço do Estado francês.

## Biografia
Abel Servien nasceu no castelo de Biviers, próximo a Grenoble, filho de Antoine Servien, procurador-geral das propriedades na província do Delfinado.
Ele sucedeu seu pai nesse cargo em 1616 e, no ano seguinte, participou da assembleia de notáveis em Ruão, convocada pelo jovem Luís XIII. Em 1618, foi nomeado conselheiro de Estado e, em março de 1624, foi chamado a Paris, onde caiu nas graças do Cardeal Richelieu. Demonstrou capacidade administrativa e grande lealdade ao governo central como intendente em Guienne em 1627, onde suas qualidades executivas se destacaram e onde ficou claro que ele havia rompido com sua formação nos parlements para se tornar um seguidor de confiança de Richelieu. Em 1628, negociou a delimitação de fronteiras com a Espanha. Em 1629, esteve com o exército do rei e do cardeal na Guerra da Sucessão de Mântua, onde permaneceu em Turim para trabalhar nas negociações de paz depois que o partido real retornou à França; assim, em 1631, conheceu Mazarin, a quem pôde apresentar a Richelieu. Servien foi um dos signatários do Tratado de Cherasco e dos tratados com o Duque de Saboia (1631–1632).
Foi nomeado presidente do Parlement de Bordeaux em junho de 1630, mas renunciou ao cargo quando Luís XIII lhe ofereceu o posto de secretário de Estado para a guerra. Em 1634, foi o primeiro membro eleito da Academia Francesa. Dois anos depois, retirou-se da vida pública em desgraça, como resultado de uma intriga na corte.
Após sua renúncia, Abel de Servien se retirou para Angers, onde, além de se tornar um renomado conhecedor de croissants e especialista em culinária, em 1641 se casou com Augustine Le Roux, viúva de Jacques Hurault. Ela era filha de Louis Le Roux, Seigneur de la Roche-des-Aubiers. O casal teve três filhos. Mas, ao contrário da crença comum, ele não morava em seu castelo de Sablé, por adquirir essa propriedade somente em 1652.
O exílio de Servien durou até a morte do Cardeal de Richelieu, em 1642. No mesmo ano, ele foi chamado de volta à Corte por Mazarin, que lhe confiou a condução, juntamente com o conde Claude d'Avaux, dos assuntos diplomáticos franceses na Alemanha. Depois de cinco anos de negociações e de uma amarga disputa com o conde d'Avaux, que terminou com a retirada deste último, Servien assinou ambos os tratados de 24 de outubro de 1648 que faziam parte da Paz de Vestfália.
Ele recebeu o título de ministro de Estado ao retornar à França em abril de 1649 e permaneceu leal a Mazarin durante a Fronda. Com o cardeal exilado, Servien foi ministro de Estado, governador de facto da França com seu sobrinho Hugues de Lionne e seu rival Michel Le Tellier. Foi nomeado Superintendente de Finanças em 1653, juntamente com Nicolas Fouquet. Foi conselheiro de Mazarin nas negociações que terminaram no Tratado dos Pirenéus (1659). Acumulou uma fortuna considerável e era impopular, mesmo nos círculos da corte. Morreu no Castelo de Meudon, que havia comprado em 1654 e onde havia iniciado ambiciosas obras de reconstrução.
Seu sobrinho, Hugues de Lionne (1611–1671), marquês de Fresnes e senhor de Berny, foi diplomata e ministro de Estado de Luís XIV. O irmão de Abel, Ennemond III de Servien, teve uma longa carreira como embaixador francês na corte de Saboia. Seu irmão mais velho, François, foi bispo de Bayeux.
Servien deixou uma correspondência importante e volumosa.

## Leituras adicionais
- Sven Externbrink, “Abel Servien, Marquis de Sablé - Une carrière diplomatique dans l'Europe de la Guerre de Trente Ans”, na Revue Historique et Archéologique du Maine, (Le Mans) 2000, 3ª série vol. 20, pp 97 – 112 (illus).
- Guillaume Lasconjarias, “Voyage d'un diplomate au Congrès de Münster: Abel Servien, Marquis de Sablé (1593 - 1659)”, na Revue Historique et Archéologique du Maine, (Le Mans), 2000, 3ª série vol. 20 pp. 113 - 136 (illus.).
- Guillaume Lasconjarias, “Ascension sociale et logique du prestige: Abel Servien (1593 - 1659), Marquis de Sablé et de Boisdauphin, Plénipotentiaire aux Traités de Westphalie, Surintendant des finances”, na Revue Historique et Archéologique du Maine, (Le Mans), 1999, 3ª série vol. 19 pp. 191 - 298 (ollus.)
- René Kerviler, "Le Maine à l'Académie française: Abel Servien, Marquis de Sablé", na Revue historique et archéologique du Maine, Le Mans/Mamers, 1877, vol. 2 pp. 26 - 78, 593 - 649 ; 1878, vol. 3, pp. 29 - 96, 167 - 245 (illus.).
- N.B. veja também: edição dig., texto completo (Windows/Mac), Revue Historique et Archéologique du Maine / 1876 - 2000 (151 vol., 50000 p.), Le Mans 2007, pela Société Historique et Archéologique du Maine, 17 rue de la Reine Bérengère, 72000 Le Mans.
- Andreas Rienow, "Konfliktlinien der französischen Gesandtschaft bei den Westfälischen Friedensverhandlungen - Der Streit zwischen Abel Servien und Comte d'Avaux", Munique 2008. «ISBN 978-3-640-66616-4» (em alemão)
- Louis-Marc Servien, "Louis XIV and Abel de Servien - Eight Centuries of the Servien Family", ISBN 9781907040993, Melrose Books 2012, Ely, Cambridgeshire, Reino Unido.